# Происхождение названия славян
О славянах, соседях и нередких военных противниках Византии, письменные источники устойчиво сообщают с VI века (прежде всего византийские грекоязычные: Прокопий Кесарийский, «Стратегикон» Маврикия, а также латиноязычный историк готов Иордан). В византийских памятниках засвидетельствован греческий вариант названия славян — ед. число σκλαβηνός, который позже был заимствован в европейских языках в различных трансформациях.
Праславянская форма этнонима реконструируется как *slověninъ, мн. ч. *slověne. В собственно славянских источниках использование термина словѣне применительно ко всем славянским племенам известно со Средневековья (например, в «Повести временных лет»).
Происхождение названия славян, по мнению Л. Нидерле, остается невыясненным.
Существует ряд версий этимологии этого слова.

## Название славян в греческих источниках
Восточнее вышеназванных племен живут: ниже венедов — галинды (галиданы), судины и ставаны до аланов; ниже их игиллионы, затем костобоки и трансмонтаны (загоры) до Певкинских гор.
Клавдий Птолемей. Руководство по географии, III, V, 21
У тех и других [антов и славян] один и тот же язык, достаточно варварский. <…> И некогда даже имя у славян и антов было одно и то же. В древности оба эти племени называли спорами («рассеянными»), думаю потому, что они жили, занимая страну «спораден», «рассеянно», отдельными поселками. Поэтому-то им и земли надо занимать много. Они живут, занимая большую часть берега Истра, по ту сторону реки.
Прокопий Кесарийский. Война с готами, VII, 14, 26—30
А как же [могло бы случиться, что] находящиеся в другом поясе склавины и фисониты, называемые также данувиями, — первые с удовольствием поедают женские груди, когда [они] наполнены молоком, а грудные младенцы [при этом] разбиваются о камни, подобно мышам, в то время как вторые воздерживаются даже от общепринятого и безупречного мясоедения? Первые живут в строптивости, своенравии, безначалии, сплошь и рядом убивая, [будь то] за совместной трапезой или в совместном путешествии, своего предводителя и начальника, питаясь лисами, и лесными кошками, и кабанами, перекликаясь же волчьим воем. Вторые же воздерживаются от обжорства, а подчиняются и повинуются всякому.
Псевдо-Кесарий. Ответы на вопросы (PK, 302)
Хотя их наименования теперь меняются соответственно различным родам и местностям, все же преимущественно они называются склавенами и антами.
Склавены живут от города Новиетуна и озера именуемого Мурсианским до Данастра и на север до Висклы; вместо городов у них болота и леса.
Иордан. О происхождении и деяниях гетов, 34—35
Первое общепризнанное упоминание славян в форме «склавины» (ср.-грч. Σκλάβηνοι, Σκλαύηνοι, Σκλάβινοι и лат. SCLAVENI, SCLAVINIAE) относится к VI веку н. э. (в трудах Псевдо-Кесария, Прокопия Кесарийского и Иордана). В VI веке византийский историк Прокопий Кесарийский в труде «Война с готами» (536—537 годы) упоминает «скловен», которые захватили район нижнего Дуная. Таким образом, данные «скловены» были ранними южными славянами, зафиксированными историками.
По мнению ряда исследователей, первое упоминание «словен» имеется у Птолемея (100—178 годы н. э.) в форме «soubenoi». Казимир Мощинский объяснил перегласовку так: труднопроизносимый для грека твёрдый звук «л» стал звучать как краткое «u», сочетание «ou» заменило звук «у», а «b» произносилось как «v». После Птолемея «словене» появилось в исторических сочинениях спустя почти 400 лет.
Ряд исследователей (М. В. Ломоносов, П. Й. Шафарик, И. Е. Забелин, Д. А. Мачинский, М. А. Тиханова) высказали мнение о тождестве племени «ставаны» (Σταυανοί), упоминавшегося в «Руководстве по географии» Клавдия Птолемея, славянам.
О. Н. Трубачёв считал термин «ставаны» калькой с самоназвания славян (индоиранск. *stavana- означает «хвалимый»).
П. Й. Шафарик предположил, что в написании этнонима была допущена ошибка и его следует читать не как Σταυανοί (ставаны), а как *Στλαυανοί (*стлаваны). Эту версию поддержали А. Я. Гаркави, Г. Ловмянский, В. В. Иванов, В. Н. Топоров, М. А. Тиханова и Д. А. Мачинский. Гипотетическое славянское слово **стлаваны или **стлавны может означать «выстланные», «рассыпанные», «рассеянные», а слово Σπόροι (спорои или споры) Прокопия Кесарийского, имеющее схожее значение, в таком случае, являются калькой гипотетического славянского слова.
Всё это удревняет первое упоминание славян до II века н. э.

## Гипотезы

### От праиндоевропейского *ḱleu̯-
Достаточно популярными остаются две пересекающиеся версии о происхождении от слов слово или слава, восходящих оба к одному и тому же индоевропейскому корню ḱleu̯- «слышать».
Часто этимологию самоназвания связывают со словом слово. Таким образом, словѣне — люди, говорящие «словами» (то есть «по-нашему»). Сравнительно с этим название неславянского (то есть иноязычных племён) — нѣмьци «немые». Аналогичного происхождения самоназвание албанцев — shqiptarët («говорящие понятно»). Кроме того, в значении «народ» употреблялось слово ѩзыкъ («язык»).
По другой версии, этимология самоназвания восходит к слава. Таким образом самоназвание «славяне» — это «славные», «знаменитые люди», то есть люди, о которых слышно, о которых говорит молва, о которых идет слава. Эта точка зрения, популярная в XVI—XIX веках, ныне фактически не имеет приверженцев среди лингвистов; общеславянской является именно огласовка с -о-, в то время как огласовка с -а- является результатом вторичного сближения со словом слава с XVI—XVII веков и под некоторым влиянием греческого и латыни.
Обе вышеуказанные этимологии отвергались многими авторами на том основании, что этнонимы на -ѣне, -яне связаны практически всегда с топонимами, а не с абстрактными понятиями. Её сторонники (Р. Якобсон, О. Н. Трубачёв) указывают на наличие образований, соотносимых с глаголами: др.-рус. бҍглянинъ, бҍжанинъ «беглец», кличанинъ «охотник, поднимающий дичь криком», ловьчанинъ «охотник», люжанинъ «мирянин», пирѧнинъ «участник пира», пълчанинъ «воин», сҍмиꙖнинъ «домочадец, слуга», тържанинъ «торговец».
О. Н. Трубачёв считает, что *slověninъ следует выводить не от *slovo «слово», потому что тогда бы ожидалась основа *sloves-, а от *sluti (1 лицо ед.ч. *slovǫ) «(понятно) говорить, быть громко окликаемым».
Л. Мошинский отделяет суффикс *-ěn- в *slověninъ от *-ěn-/*-jan- в оттопонимических образованиях и соотносит его с формантом *-ěn-/*-an-/*-en- в словах вроде *bratanъ / *bratěnъ / *bratenъ, *sestranъ / *sestrěnъ / *sestrenъ, *pъtanъ / *pъtěnъ / *pъtenъ, который служил для образования названий потомков. Таким образом, по мнению Мошинского, внутренняя форма слова *slověninъ — «побратим по языку, ребёнок того же языка».

### От *(s)-lau̯- «народ»
Название связывается с индоевропейским словом *s-lau̯-os — «народ», ср. греч. λᾱός (где отсутствует индоевропейское подвижное s). Сторонниками этой версии были И. Ю. Миккола и С. Б. Бернштейн.

### Топонимическое происхождение
Сочетаемость суффикса -яне преимущественно с топонимами или названиями ландшафта (поляне, древляне, кыяне, бужане) привела многих лингвистов к версии об аналогичном происхождении имени славян. В таком случае возможно, что это название одного славянского племени, впоследствии распространившееся на все народы (ср. конкретные племенные этнонимы на слов-: словаки, словенцы, словинцы, ильменские словене). Конкретный топоним надёжно отождествить не удаётся, вероятно, это название реки; ср. Словутич — поэтическое название Днепра; Слуя, польск. названия рек Sława, Sławica, сербское Славница. Эти гидронимы восходят к индоевропейскому корню *ḱleu̯- со значением «омывать», «очищать» / *k'leu ,*k'lou «быть чистым, непорочным». Указывалось на название литовской деревни Šlavė́nai на реке Šlavė̃ как на точную этимологическую параллель названию «словѣне», образованное при этом от гидронима.
Критики гипотезы указывают на отсутствие такого топонима, к которому можно было бы однозначно привязать название славян. Л. Мошинский также отмечает, что невозможно себе представить, чтобы название топографического происхождения после расселения славян сохранялось наряду с другими топографическими названиями, то есть, чтобы одно и то же племя называло себя вислянами (живущими по Висле) и славянами (живущими по Слове).

### От имени *Slověnъ
Aмериканский славист Хорас Лант, основываясь на том, что форма словѣни была зафиксирована раньше формы словѣне, словѧне (впервые только в середине XIV века), предложил праформу *slověnji со значением «группа (племя) под предводительством Словена». Имя Словѣнъ (ран. праслав. *slow-ēn-as) происходит от праслав. *slow- (< пра-и.-е. *ḱleu̯-) и адъективного суффикса -ēn-, таким образом, имя означает «овеянный славой, славный».

### Неакадемические гипотезы
Также название славян связывали со словами: гот. slavan «молчать», лит. salava «остров», праслав. *slova/*sloba «свобода», именами на -slavъ, *slovь «медленный», *slovъ «холм», местоимением *slob-/*slov-/*selb-/*selv-.

## Название славян в других языках
По одной из версий, от племенного названия славян в греческом языке было образовано название раба — новогреческое σκλάβος. В среднегреческом языке слово σκλάβος в значении «раб» или близких значениях не зафиксировано, оно означает только название народа славян. При этом славянские пленники в раннем Средневековье действительно нередко становились объектом византийской, германской и арабской работорговли. Значительный процент славян среди пленников объясняется, в частности, тем, что славяне — самый многочисленный народ Европы.
По другой версии, слово σκλάβος «раб» в новогреческом языке происходит от греческого глагола σκυλεύο (σκυλεύω), означающего «добывать военные трофеи», 1-е лицо единственного числа которого выглядит как σκυλάο. По этой версии греческое название славян и новогреческое «раб» совпали фонетически случайно.
От латинского названия славян происходит итальянское приветствие чао.
В XVIII—XIX веках в западноевропейской публицистике пользовалась популярностью ошибочная точка зрения, согласно которой, напротив, слово «славянин» происходит от слова со значением «раб». Полемика с этим мифом встречается ещё в «Дневнике писателя» Ф. М. Достоевского.